# Rząd Anthony’ego Edena

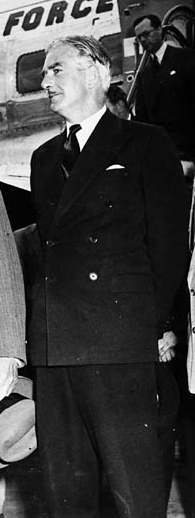
Anthony Eden, premier, pierwszy lord skarbu

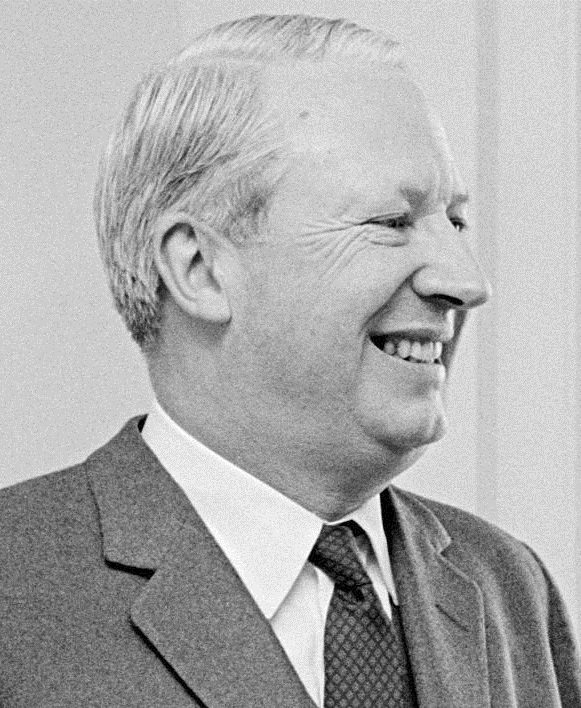
Edward Heath, lord skarbu, parlamentarny sekretarz skarbu

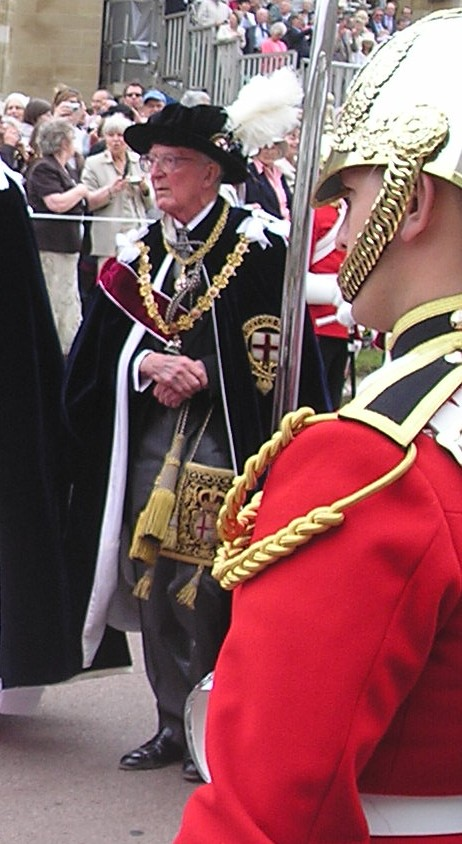
Baron Carrington, parlamentarny sekretarz w ministerstwie obrony

Rząd Wielkiej Brytanii pod przewodnictwem Anthony’ego Edena z ramienia Partii Konserwatywnej powstały po rezygnacji Churchilla 5 kwietnia 1955. Upadł 9 stycznia 1957, kiedy to Eden zrezygnował z funkcji premiera w następstwie kryzysu sueskiego.
Członków ścisłego gabinetu wyróżniono tłustym drukiem.

## Skład rządu
| Urząd                                                                     | Imię i nazwisko                                                                                           | Kadencja                           |
| ------------------------------------------------------------------------- | --- | ---------------------------------- |
| Premier Pierwszy lord skarbu                                              | Anthony Eden                                                                                              | 1955–1957                          |
|                                                                           | |                                    |
| Lord kanclerz                                                             | David Maxwell-Fyfe, 1. wicehrabia Kilmuir                                                                 | 1955–1957                          |
| Lord przewodniczący Rady                                                  | Robert Gascoyne-Cecil, 5. markiz Salisbury                                                                | 1955–1957                          |
| Lord tajnej pieczęci                                                      | Harry Crookshank Rab Butler                                                                               | 1955 1955–1957                     |
| Kanclerz skarbu                                                           | Rab Butler Harold Macmillan                                                                               | 1955 1955–1957                     |
| Parlamentarny sekretarz skarbu                                            | Patrick Buchan-Hepburn Edward Heath                                                                       | 1955 1955–1957                     |
| Finansowy sekretarz skarbu                                                | Henry Brooke                                                                                              | 1955–1957                          |
| Ekonomiczny sekretarz skarbu                                              | Edward Boyle Derek Walker-Smith                                                                           | 1955–1956 1956–1957                |
| Lordowie skarbu                                                           | Edward Heath Hendrie Oakshott Martin Redmayne Gerald Wills Peter Legh Edward Wakefield Harwood Harrison   | 1955 1955–1957 1956–1957           |
| Minister spraw zagranicznych                                              | Harold Macmillan Selwyn Lloyd                                                                             | 1955 1955–1957                     |
| Minister stanu w ministerstwie spraw zagranicznych                        | Gerald Isaacs, 2. markiz Reading Anthony Nutting Allan Noble                                              | 1955–1957 1955–1956 1956–1957      |
| Podsekretarz stanu w ministerstwie spraw zagranicznych                    | Robin Turton Lord John Hope Douglas Dodds-Parker David Ormsby-Gore                                        | 1955 1955–1956 1955–1957 1956–1957 |
| Minister spraw wewnętrznych                                               | Gwilym Lloyd George                                                                                       | 1955–1957                          |
| Podsekretarz stanu w ministerstwie spraw wewnętrznych                     | Hugh Lucas-Tooth Stormont Mancroft, 2. baron Mancroft                                                     | 1955–1957                          |
| Pierwszy lord Admiralicji                                                 | James Thomas Quintin Hogg, 2. wicehrabia Hailsham                                                         | 1955–1956 1956–1957                |
| Parlamentarny i finansowy sekretarz przy Admiralicji                      | Allan Noble George Ward                                                                                   | 1955 1955–1957                     |
| Cywilny lord Admiralicji                                                  | Simon Wingfield Digby                                                                                     | 1955–1957                          |
| Minister rolnictwa, rybołówstwa i żywności                                | Derick Heathcoat-Amory                                                                                    | 1955–1957                          |
| Parlamentarny sekretarz w ministerstwie rolnictwa i rybołówstwa           | Richard Nugent Michael Hicks-Beach, 2. hrabia St Aldwyn Harmar Nicholls                                   | 1955–1957                          |
| Parlamentarny sekretarz w ministerstwie żywności                          | Charles Hill                                                                                              | 1955–1957                          |
| Minister lotnictwa                                                        | William Sidney, 6. baron De L’Isle i Dudley Nigel Birch                                                   | 1955 1955–1957                     |
| Podsekretarz stanu w ministerstwie lotnictwa                              | George Ward Christopher Soames                                                                            | 1955 1955–1957                     |
| Minister ds. kolonii                                                      | Alan Lennox-Boyd                                                                                          | 1955–1957                          |
| Minister stanu w ministerstwie ds. kolonii                                | Henry Hopkinson John Hare John Maclay                                                                     | 1955 1955–1956 1956–1957           |
| Podsekretarz stanu w ministerstwie ds. kolonii                            | Alexander Lloyd, 2. baron Lloyd                                                                           | 1955–1957                          |
| Minister ds. Wspólnoty Narodów                                            | Alexander Douglas-Home, 14. hrabia Home                                                                   | 1955–1957                          |
| Podsekretarz stanu w ministerstwie ds. Wspólnoty Narodów                  | Douglas Dodds-Parker Allan Noble Lord John Hope                                                           | 1955 1955–1956 1956–1957           |
| Minister obrony                                                           | Selwyn Lloyd Walter Monckton Anthony Head                                                                 | 1955 1955–1956 1956–1957           |
| Parlamentarny sekretarz w ministerstwie obrony                            | Peter Carington, 6. baron Carrington Archibald Acheson, 6. hrabia Gosford                                 | 1955–1956 1956–1957                |
| Minister edukacji                                                         | David Eccles                                                                                              | 1955–1957                          |
| Parlamentarny sekretarz w ministerstwie edukacji                          | Dennis Vosper                                                                                             | 1955–1957                          |
| Minister paliwa i energetyki                                              | Geoffrey William Lloyd Aubrey Jones                                                                       | 1955 1955–1957                     |
| Parlamentarny sekretarz w ministerstwie paliwa i energetyki               | Lancelot Joynson-Hicks David Renton                                                                       | 1955 1955–1957                     |
| Minister zdrowia                                                          | Iain Macleod Robin Turton                                                                                 | 1955 1955–1957                     |
| Parlamentarny sekretarz w ministerstwie zdrowia                           | Patricia Hornsby-Smith                                                                                    | 1955–1957                          |
| Minister budownictwa i samorządu lokalnego                                | Duncan Sandys                                                                                             | 1955–1957                          |
| Parlamentarny sekretarz w ministerstwie budownictwa i samorządu lokalnego | Bill Deedes Enoch Powell                                                                                  | 1955 1955–1957                     |
| Minister pracy i służby narodowej                                         | Walter Monckton Iain Macleod                                                                              | 1955 1955–1957                     |
| Parlamentarny sekretarz w ministerstwie pracy                             | Harold Watkinson Robert Carr                                                                              | 1955 1955–1957                     |
| Kanclerz Księstwa Lancaster                                               | Philip Cunliffe-Lister, 1. wicehrabia Swinton Frederick Marquis, 1. baron Woolton                         | 1955 1955–1957                     |
| Minister bez teki                                                         | Geoffrey FitzClarence, 5. hrabia Munster                                                                  | 1955–1957                          |
| Paymaster-General                                                         | George Douglas-Hamilton, 10. hrabia Selkirk Walter Monckton                                               | 1955 1956–1957                     |
| Minister emerytur                                                         | Osbert Peake John Boyd-Carpenter                                                                          | 1955 1955–1957                     |
| Parlamentarny sekretarz w ministerstwie emerytur                          | John George Smyth Ernest Marples Edith Pitt Richard Wood                                                  | 1955 1955–1957                     |
| Poczmistrz generalny                                                      | Charles Hill                                                                                              | 1955–1957                          |
| Asystent poczmistrza generalnego                                          | David Gammans Cuthbert Alport                                                                             | 1955 1955–1957                     |
| Minister ds. Szkocji                                                      | James Stuart                                                                                              | 1955–1957                          |
| Minister stanu w ministerstwie ds. Szkocji                                | Thomas Galbraith, 1. baron Strathclyde                                                                    | 1955–1957                          |
| Podsekretarz stanu w ministerstwie ds. Szkocji                            | William McNair Snadden James Henderson-Stewart Jack Browne Niall Macpherson                               | 1955 1955–1957                     |
| Minister zaopatrzenia                                                     | Reginald Maudling                                                                                         | 1955–1957                          |
| Parlamentarny sekretarz w ministerstwie zaopatrzenia                      | Frederick Erroll Ian Harvey                                                                               | 1955–1956 1956–1957                |
| Przewodniczący Zarządu Handlu                                             | Peter Thorneycroft                                                                                        | 1955–1957                          |
| Minister stanu ds. handluandlu                                            | Derick Heathcoat-Amory                                                                                    | 1955–1957                          |
| Parlamentarny sekretarz przy Zarządzie Handlu                             | Donald Kaberry Derek Walker-Smith Frederick Erroll                                                        | 1955 1955–1956 1956–1957           |
| Minister transportu                                                       | John Boyd-Carpenter Harold Watkinson                                                                      | 1955 1955–1957                     |
| Parlamentarny sekretarz w ministerstwie transportu wojennego              | John Profumo Hugh Molson                                                                                  | 1955–1957                          |
| Minister wojny                                                            | Anthony Head John Hare                                                                                    | 1955–1957                          |
| Podsekretarz stanu i finansowy sekretarz w ministerstwie wojny            | Fitzroy Maclean                                                                                           | 1955–1957                          |
| Minister robót                                                            | Nigel Birch Patrick Buchan-Hepburn                                                                        | 1955 1955–1957                     |
| Parlamentarny sekretarz w ministerstwie robót                             | Reginald Bevins                                                                                           | 1955–1957                          |
| Prokurator generalny                                                      | Reginald Manningham-Buller                                                                                | 1955–1957                          |
| Radca generalny Anglii i Walii                                            | Harry Hylton-Foster                                                                                       | 1955–1957                          |
| Lord adwokat                                                              | William Rankine Milligan                                                                                  | 1955–1957                          |
| Radca generalny Szkocji                                                   | William Grant                                                                                             | 1955–1957                          |
| Skarbnik Dworu Królewskiego                                               | Cedric Drewe Tam Galbraith                                                                                | 1955 1955–1957                     |
| Kontroler Dworu Królewskiego                                              | Tam Galbraith Hendrie Oakshott                                                                            | 1955 1955–1957                     |
| Wiceszambelan Dworu Królewskiego                                          | Henry Studholme Richard Thompson                                                                          | 1955–1956 1956–1957                |
| Kapitan Gentelmen-at-Arms                                                 | Hugh Fortescue, 5. hrabia Fortescue                                                                       | 1955–1957                          |
| Kapitan Ochotników Gwardii                                                | William Onslow, 6. hrabia Onslow                                                                          | 1955–1957                          |
| Lord-in-waiting                                                           | Bladen Hawke, 9. baron Hawke Thomas Fairfax, 13. lord Fairfax of Cameron John Cavendish, 5. baron Chesham | 1955–1957                          |